# Ronde van Luxemburg 2008
De Ronde van Luxemburg 2008 (Luxemburgs: Tour de Luxembourg 2008) werd gehouden van 4 juni tot en met 8 juni in Luxemburg. De 68e editie van deze rittenkoers was 703.47 kilometer lang.

## Etappe-overzicht
| etappe  | datum  | start       | finish      | afstand  | winnaar             | klassementsleider |
| ------- | ------ | ----------- | ----------- | -------- | ------------------- | ----------------- |
| Proloog | 4 juni | Luxemburg   | Luxemburg   | 2,4 km   | Fabian Cancellara   | Fabian Cancellara |
| 1e      | 5 juni | Luxemburg   | Mondorf     | 177,2 km | Juan José Haedo     | Fabian Cancellara |
| 2e      | 6 juni | Schifflange | Differdange | 197 km   | Ignatas Konovalovas | Fabian Cancellara |
| 3e      | 7 juni | Wiltz       | Diekirch    | 172,2 km | Michael Albasini    | Joost Posthuma    |
| 4e      | 4 juni | Mersch      | Luxemburg   | 157 km   | Salvatore Commesso  | Joost Posthuma    |

## Etappe-uitslagen

### Proloog
| rang | renner               | land        | tijd       |
| ---- | -------------------- | ----------- | ---------- |
| 1    | Fabian Cancellara    | Zwitserland | 0u 03' 38" |
| 2    | Jimmy Engoulvent     | Frankrijk   | + 0' 05"   |
| 3    | Harald Starzengruber | Oostenrijk  | + 0' 12"   |
| 4    | Roman Kreuziger      | Tsjechië    | z.t.       |
| 5    | Kevyn Ista           | België      | z.t.       |
| 6    | Nicolas Vogondy      | Frankrijk   | z.t.       |
| 7    | René Haselbacher     | Oostenrijk  | + 0' 13"   |
| 8    | Asan Bazajev         | Kazachstan  | z.t.       |
| 9    | Benoît Joachim       | Luxemburg   | z.t.       |
| 10   | Borut Božič          | Slovenië    | + 0' 14"   |

### 1e etappe
| rang | renner               | land       | tijd       |
| ---- | -------------------- | ---------- | ---------- |
| 1    | Juan José Haedo      | Argentinië | 4u 34' 59" |
| 2    | Romain Feillu        | Frankrijk  | z.t.       |
| 3    | Borut Božič          | Slovenië   | z.t.       |
| 4    | Tom Leezer           | Nederland  | z.t.       |
| 5    | Mattia Gavazzi       | Italië     | z.t.       |
| 6    | Asan Bazajev         | Kazachstan | z.t.       |
| 7    | Clemens Fankhauser   | Oostenrijk | z.t.       |
| 8    | Sébastien Hinault    | Frankrijk  | z.t.       |
| 9    | Javier Benítez       | Spanje     | z.t.       |
| 10   | Harald Starzengruber | Oostenrijk | z.t.       |

### 2e etappe
| rang | renner              | land        | tijd       |
| ---- | ------------------- | ----------- | ---------- |
| 1    | Ignatas Konovalovas | Litouwen    | 4u 56' 40" |
| 2    | Sergej Lagoetin     | Oezbekistan | z.t.       |
| 3    | Cyril Lemoine       | Frankrijk   | z.t.       |
| 4    | Romain Feillu       | Frankrijk   | z.t.       |
| 5    | Fränk Schleck       | Luxemburg   | z.t.       |
| 6    | Asan Bazajev        | Kazachstan  | z.t.       |
| 7    | Salvatore Commesso  | Italië      | z.t.       |
| 8    | Jimmy Engoulvent    | Frankrijk   | z.t.       |
| 9    | David Kopp          | Duitsland   | z.t.       |
| 10   | Michael Albasini    | Zwitserland | z.t.       |

### 3e etappe
| rang | renner              | land        | tijd       |
| ---- | ------------------- | ----------- | ---------- |
| 1    | Michael Albasini    | Zwitserland | 4u 28' 03" |
| 2    | Joost Posthuma      | Nederland   | z.t.       |
| 3    | Fränk Schleck       | Luxemburg   | + 0' 13"   |
| 4    | José Mendes         | Portugal    | + 0' 52"   |
| 5    | Sebastian Langeveld | Nederland   | z.t.       |
| 6    | Ignatas Konovalovas | Litouwen    | z.t.       |
| 7    | Sergej Lagoetin     | Oezbekistan | z.t.       |
| 8    | Roman Kreuziger     | Tsjechië    | z.t.       |
| 9    | Thomas Rohregger    | Oostenrijk  | z.t.       |
| 10   | Laurens ten Dam     | Nederland   | z.t.       |

### 4e etappe
| rang | renner             | land      | tijd       |
| ---- | ------------------ | --------- | ---------- |
| 1    | Salvatore Commesso | Italië    | 3u 36' 43" |
| 2    | Sergej Roedaskov   | Rusland   | + 0' 07"   |
| 3    | Danail Petrov      | Bulgarije | z.t.       |
| 4    | Benoît Joachim     | Luxemburg | + 0' 10"   |
| 5    | Gorazd Štangelj    | Slovenië  | z.t.       |
| 6    | Marc de Maar       | Nederland | + 0' 12"   |
| 7    | Koen de Kort       | Nederland | + 0' 14"   |
| 8    | Kurt-Asle Arvesen  | Noorwegen | + 0' 15"   |
| 9    | Andy Cappelle      | België    | + 0' 17"   |
| 10   | Hannes Blank       | Duitsland | + 0' 25"   |

## Eindklassementen
| Plaats    | Naam                | Ploeg               | Tijd      |
| --------- | ------------------- | ------------------- | --------- |
| Gele trui | Joost Posthuma      | Rabobank            | 17u43'02" |
| 2         | Michael Albasini    | Liquigas            | +00' 01"  |
| 3         | Fränk Schleck       | Team CSC            | +00' 18"  |
| 4         | Ignatas Konovalovas | Crédit Agricole     | +00' 54"  |
| 5         | Asan Bazajev        | Astana              | +00' 56"  |
| 6         | Sebastian Langeveld | Rabobank            | +01' 00"  |
| 7         | Thomas Rohregger    | Elk Haus-Simplon    | +01' 08"  |
| 8         | Sergej Lagoetin     | Cycle-Collstrop     | +01' 09"  |
| 9         | José Mendes         | Benfica             | +01' 10"  |
| 10        | Roman Kreuziger     | Liquigas-Cannondale | +01' 29"  |
| 11        | Salvatore Commesso  | Preti Magnimi       | +02' 00"  |
| 12        | Laurens ten Dam     | Rabobank            | +02' 02"  |
| 13        | Sergej Roedaskov    | Cycle-Collstrop     | +02' 16"  |
| 14        | Volodymyr Hoestov   | Team CSC            | +03' 16"  |
| 15        | Borut Božič         | Cycle-Collstrop     | +04' 53"  |
|           |                     |                     |           |
| 16        | Nico Sijmens        | Landbouwkrediet-T.  | +04' 56"  |

| Plaats      | Naam            | Ploeg              | Punten |
| ----------- | --------------- | ------------------ | ------ |
| Groene trui | László Bodrogi  | Crédit Agricole    | 22     |
| 2           | Michał Gołaś    | Cycle-Collstrop    | 18     |
| 3           | Gregory Habeaux | Mitsubishi-Jartazi | 18     |
|             |                 |                    |        |
| 6           | Joost Posthuma  | Rabobank           | 7      |

| Plaats     | Naam                | Ploeg           | Tijd      |
| ---------- | ------------------- | --------------- | --------- |
| Witte trui | Ignatas Konovalovas | Crédit Agricole | 17u43'56" |
| 2          | Sebastian Langeveld | Rabobank        | +00' 06"  |
| 3          | José Mendes         | Benfica         | +00' 16"  |

| Plaats | Ploeg           | Tijd      |
| ------ | --------------- | --------- |
|        | Rabobank        | 53u09'00" |
| 2      | Cycle-Collstrop | +08' 03"  |
| 3      | Crédit Agricole | +11' 01"  |

## Uitvallers

### 2e etappe
- Dario Cataldo (Liquigas)
- Jochen Summer (Elkhaus-Simplon)
- Nicolas Vogondy (Agritubel)[1]

### 3e etappe
- Francesco Chicchi (Liquigas)
- Romain Feillu (Agritubel)
- Mirko Selvaggi (Cycle Collstrop)
- Gianluca Geremia (Preti Mangi)
- Marco Zanotti (Preti Mangi)[1]

1935 · 
1936 · 
1937 · 
1938 · 
1939 · 
1940 · 
1941 · 
1942 · 
1943 · 
1944 · 
1945 · 
1946 · 
1947 · 
1948 · 
1949 · 
1950 · 
1951 · 
1952 · 
1953 · 
1954 · 
1955 · 
1956 · 
1957 · 
1958 · 
1959 · 
1960 · 
1961 · 
1962 · 
1963 · 
1964 · 
1965 · 
1966 · 
1967 · 
1968 · 
1969 · 
1970 · 
1971 · 
1972 · 
1973 · 
1974 · 
1975 · 
1976 · 
1977 · 
1978 · 
1979 · 
1980 · 
1981 · 
1982 · 
1983 · 
1984 · 
1985 · 
1986 · 
1987 · 
1988 · 
1989 · 
1990 · 
1991 · 
1992 · 
1993 · 
1994 · 
1995 · 
1996 · 
1997 · 
1998 · 
1999 · 
2000 · 
2001 · 
2002 · 
2003 · 
2004 · 
2005 · 
2006 · 
2007 · 
2008 · 
2009 · 
2010 · 
2011 · 
2012 · 
2013 · 
2014 ·
2015 ·
2016 ·
2017 ·
2018 ·
2019 ·
2020 ·
2021 · 2022 · 2023 · 2024